# SCADTA
La SCADTA, contrazione di Sociedad Colombo Alemana De Transporte Aéreo (tradotto dallo spagnolo Società colombiano-tedesca di trasporto aereo) era una compagnia aerea colombiana con sede a Barranquilla.
Fondata il 5 dicembre 1919 grazie all'iniziativa di un gruppo di imprenditori tedeschi, può vantarsi di essere stata la seconda linea aerea al mondo e la prima in America ad iniziare servizi regolari, preceduta solo dall'olandese KLM. La società cessò di esistere dopo il 14 giugno 1940, con la fusione con Servicio Aéreo Colombiano (SACO) e la fondazione della nuova compagnia Avianca.

## Storia
La SCADTA iniziò ad operare nel servizio di posta aerea, collegando varie località sul territorio colombiano grazie ad una flotta iniziale di idrovolanti Junkers di concezione tedesca che, data la scarsità a quel tempo di piste d'atterraggio, sfruttavano l'alveo del fiume Magdalena. La nazionalità dei vertici aziendali motivò il governo degli Stati Uniti d'America a investire nella Pan American World Airways che durante l'amministrazione Hoover aveva intenzione di espandere le proprie rotte verso l'America latina. Come conseguenza alla SCADTA venne impedito di effettuare voli commerciali verso gli Stati Uniti e il Canale di Panama, tuttavia continuò a mantenere la vasta rete di collegamenti aerei in tutta la regione andina.
La fondazione della Pan American-Grace Airways (Panagra) negli anni trenta contribuì ad erodere ulteriormente quote di mercato diminuendo progressivamente i profitti della SCADTA. Poco prima dello scoppio della Seconda guerra mondiale il principale azionista, l'industriale austriaco Peter Paul Von Bauer, cedette segretamente il suo pacchetto azionario alla Pan American nel tentativo di proteggere l'azienda dalla possibile acquisizione della stessa da parte del governo della Germania nazista. A seguito dell'attacco di Pearl Harbor compiuto dal Giappone nel tardo 1941, la SCADTA fu costretta a cessare le operazioni e le sue linee furono acquisite dal governo colombiano ed assegnate ad una nuova compagnia, la Avianca, che affiancando la statale Servicio Aéreo Colombiano (SACO) la integrava nel trasporto aereo nazionale.

## Flotta

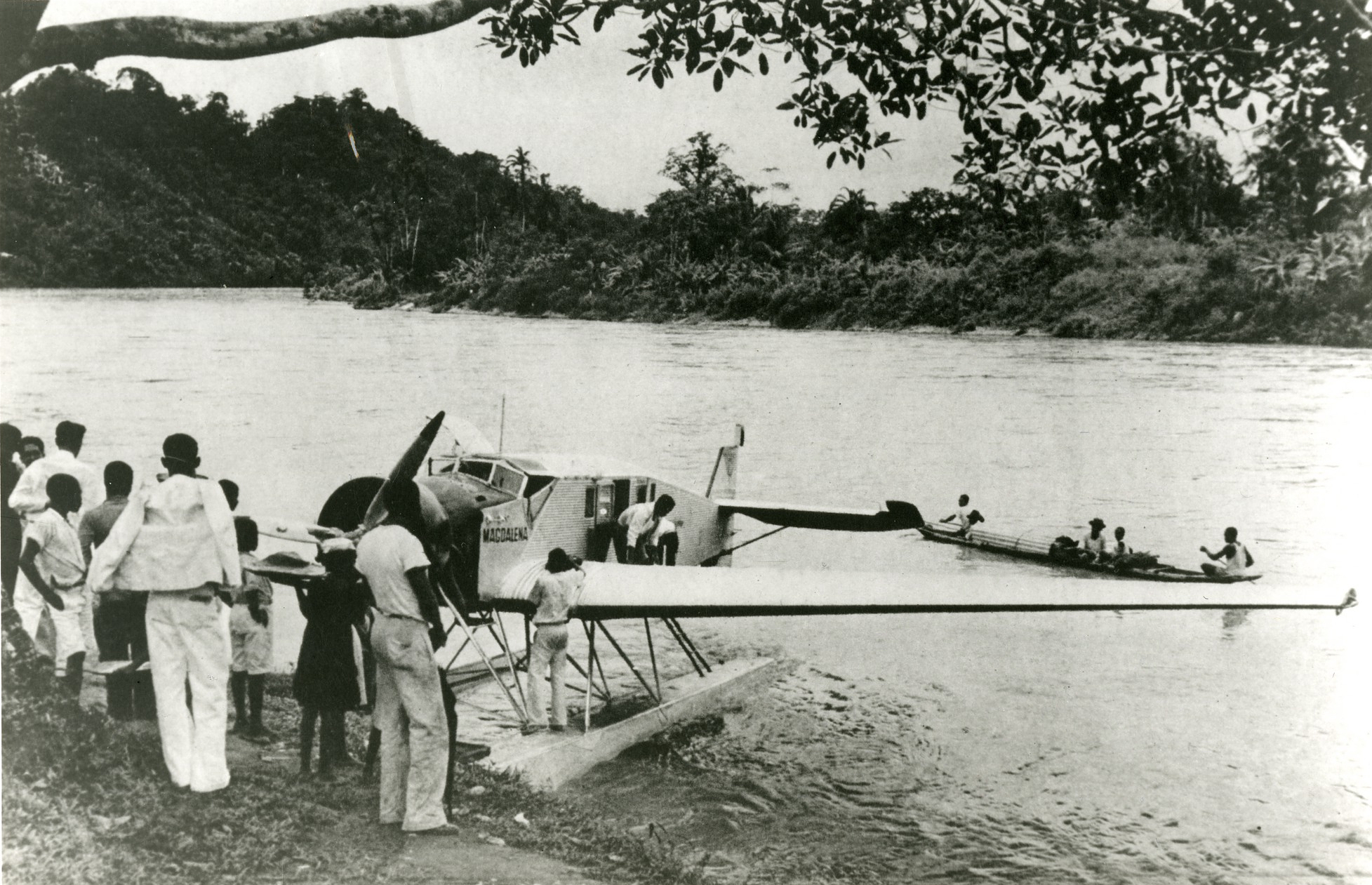
Lo Junkers W 34 "Magdalena" in servizio con la SCADTA negli anni venti fotografato a uno scalo sul fiume Magdalena.

(lista parziale)
 Germania
- Dornier Merkur
- Dornier Wal
- Junkers F 13
- Junkers W 33
- Junkers W 34

 Stati Uniti
- Boeing 247
- Ford Trimotor
- General Aviation GA-43
- Sikorsky S-38